# James Rossi
James Joseph „Jim“ Rossi (* 12. April 1936 in Chicago; † 3. September 2005 in Des Plaines) war ein US-amerikanischer Radrennfahrer und nationaler Meister im Radsport.

## Sportliche Laufbahn
Rossi war Bahnradsportler und Teilnehmer der Olympischen Sommerspiele 1956 in Melbourne. Er startete mit Donald Ferguson im Tandemrennen. Beide blieben unplatziert. Vier Jahre später startete er erneut bei den Olympischen Spielen. Bei den Spielen im Rom 1960 schied der Bahnvierer der USA mit Richard Cortright, Charles Hewett, Robert Pfarr und Jim Rossi im Vorlauf in der Mannschaftsverfolgung aus.
Bei den Panamerikanischen Spielen 1959 gewann er die Goldmedaille in der Mannschaftsverfolgung, 1963 die Silbermedaille im Sprint. Bei den nationalen Meisterschaften im Bahnradsport gewann er mehrfach Titel. 1959 holte er die Meisterschaft im Omnium und verteidigte diesen Titel bis 1963. Im Sprint gewann er 1956 den Titel bei den Amateuren und 1966 im Punktefahren. 1968 beendete er seine aktive Laufbahn. Rossi startete für den Norwood Cycling Club. 1991 wurde er in die United States Bicycling Hall of Fame aufgenommen.

## Berufliches
Mitte der 1960er Jahre wurde Rossi Handelsvertreter des Fahrradherstellers Schwinn in Chicago.